# Спорт у Литванији
Спортом у Литванији управља одељење за физичко васпитање и спорт након независност земље од Совјетског Савеза 1990. Литванска влада основала је одељење за управљање физичким васпитањем у школама и спортском администрацијом у земљи. Током следећих неколико година, литванске спортске организације успоставиле су чланство у међународним управљачким телима (укључујући Међународни олимпијски комитет). Литванија је учествовала на Зимским олимпијским играма 1992. и од тада учествује на свим Зимским и Летњим олимпијским играма.
У Литванији постоји скоро 80 олимпијских и неолимпијских спортских федерација, а литванска унија спортских федерација основана је 1993. године како би их ујединила. Основана је организација „Спорт за све” која промовише физичко васпитање и здрав начин живота.
Међу најпопуларнијим спортовима у Литванији су кошарка, фудбал, атлетика и бициклизам. Професионални спортисти и тренери се образују на литванској академији за физичко васпитање.

## Најпопуларнији спортови

### Кошарка
Кошарка је најпопуларнији и најуспешнији тимски спорт у Литванији. Лука Вин, писац америчког магазина Sports Illustrated, изјавио је августа 2011. године:
„Кошарка је једини спорт који редовно прати 3,2 милиона Литванаца. Њихов успех је запањујући”.
Кошаркашка репрезентација освојила је Европско првенство 1937, 1939. (када је била земља домаћин) и 2003. Освојили су сребрне медаље 1995, 2013. и 2015. године, бронзане 2007. године, а поново су били домаћини Европског првенства 2011. Били су освајачи бронзаних медаља на Светском првенству 2010.
Литванија је освојила бронзану медаљу на Летњим олимпијским играма 1992, 1996. и 2000. године. Освојили су четврто место на Летњим олимпијским играма 2004. и 2008.
Јуниорска кошаркашка репрезентација до 19 година освојила је Европско првенство 2003. и те године заузела је друго место на Светском првенству. Његов јуниорски тим до 21 године освојио је Светско првенство 2005. у Аргентини.
Жалгирис, са седиштем у Каунасу, најуспешнији је кошаркашки клуб у Литванији. Тим је освојио Интерконтинентални куп 1986. године, куп Рајмунда Сапорте 1998. и Евролигу 1999. године. Ритас, из Виљнуса, освојио је Еврокуп 2005. и 2009. године, а 2007. је био на другом месту.
Шарунас Јасикевичијус је био четвороструки победник Евролиге, а Арвидас Мацијаускас, Рамунас Шишкаускас и Арвидас Сабонис су били најкориснији играчи Евролиге. Неколико литванских кошаркаша успешно је играло у НБА лиги:
- Арвидас Сабонис (Портланд трејлблејзерси, 1995—2001, 2002—03)
- Шарунас Марчуљонис (Голден Стејт вориорси и други тимови, 1989—1997)
- Жидрунас Илгаускас (Кливленд кавалирси и Мајами хит)
- Даријус Сонгајла (Филаделфија севентисиксерси)
- Линас Клејза (Денвер нагетси и Торонто репторси)
- Јонас Валанчјунас (Мемфис гризлиси)
- Донатас Мотијејунас (Сан Антонио спарси)
- Домантас Сабонис (Индијана пејсерси)
- Миндаугас Кузминскас (Олимпија Милано)

Литванија заузима четврто место на ФИБА светској ранг листи.

### Фудбал
Репрезентација Литваније достигла је највишу Фифину ранг-листу до сада (број 37) у октобру 2008. године. Од почетка независне литванске државе (од 1919. до совјетске окупације), спорт је био еквивалентан фудбалу. Фудбалери су били први спортисти који су учествовали на међународним такмичењима (посебно на Летњим олимпијским играма 1924. у Паризу и квалификационим утакмицама за Светски куп 1938). Током Литванске Совјетске Социјалистичке Републике, фудбал је остао популаран. Стални проблем литванског фудбала је, међутим, недостатак стадиона и игралишта.
Литвански фудбалери који су били успешни у великим европским фудбалским лигама су:
- Едгарас Јанкаускас — Победник УЕФА Лиге шампиона 2004. са Порто
- Дејвидас Шемберас — освајач УЕФА Лиге Европе 2005. са ЦСКА Москва
- Мариус Станкевичиус — одбрамбени играч у серији А и Ла Лиги
- Томас Данилевичијус — водећи стрелац репрезентације Литваније свих времена, игра за Ливорно

Лига А Литваније (А лига) је највиша дивизија у литванском професионалном фудбалу. Као и у остатку Европе, Литванци редовно прате УЕФА Лигу шампиона, Светско првенство и остале фудбалске турнире светске класе.

### Рагби
Рагби јунион уведен је у Литванију током 1960-их, са тимовима у Каунасу и Вилњусу. Током последњих 20 година, северни град Шјауљај постао је главни град литванског рагбија, где су се тамо налазила два најјача тима у Литванији. Екипа Šiauliai Vairas-Jupoja су државни прваци, а Šiauliai BaltRex су вицешампиони у последњих 10 година (осим 2006). Литванска репрезентација такмичи се у европској рагби дивизији 2А. Светска рагби звезда Лауринас Типелис такође игра за репрезентацију Литваније, која држи светски рекорд од 18 узастопних међународних победа. Низ је почео 2006. године, а завршио се 2010, када је Литванија изгубила квалификације за Светско првенство од више рангиране Украјине.
Литванија је на 39. месту Светске ранг листе. У земљи постоји 13 рагби клубова, са више од 1600 играча (820 сениора). Популарне су и рагби седмице; литванска репрезентација успешан је учесник Европских првенстава, женска репрезентација напредује.

### Атлетика
Литвански спортисти освојили су 11 олимпијских медаља, 7 на Светским првенствима и 14 на Европским првенствима. Најуспешнији литвански спортиста је бацач диска Виргилијус Алекна, двоструки освајач златне олимпијске медаље и двоструки Светски шампион. Још један олимпијски бацач диска са златном медаљом је Ромас Убартас . Последњих година литвански спринтери су у успону. Године 2010. два литванска спринтера, Мартинас Јургилас и Ритис Сакалаускас, поставили су нове државне рекорде у трку на 100 метара. Врхунска спринтерка, Лина Гринчикајте, освојила је златне медаље на Летњој универзијади и Европском првенству за млађе сениоре 2009.

### Бициклизам
Литвански бициклисти постигли су добре резултате на престижним турнејама и Светским првенствима UCI. Посебно се истичу достигнућа женских бициклиста. Литванке су оставиле трага на међународној бициклистичкој сцени почев од 1991. године. Међу најуспешнијима су биле Зита Урбонаите и Дијана Чепелине (која је заузела трећи генерални пласман).
Међу најбољим литванским бициклистима биле су сестре близнакиње Јоланта и Раса Поликевичиуте (светска шампионка у Светском друмском првенству UCI 2001), Едита Пучинскајте (светска шампионка у друмском бициклизму 1999) и Дајана Жилиуте (светска јуниорска шампионка у друмском бициклизму 1994, светска шампионка 2000. и олимпијска освајачица бронзане медаље). У Литванији постоји јуниорски програм у бициклизму за девојчице, који ће кулминирати годишњом међународном трком у Паневежису. Бројни млади литвански возачи настали су из овог програма (посебно једна од најбољих светских бициклиста).
Литвански женски велодромски бициклистички тим редовно осваја медаље на Светским и Европским првенствима. Последњих година најуспешнија је била Симона Крупецкајте.

## Остали спортови
- Рагби лига је потпуно нови спорт. Нова литванска репрезентација одиграла је прву међународну пријатељску утакмицу против Велса.
- Футсал је нови спорт Литваније, која ће бити домаћин Светског купа 2021. Ово ће бити први пут да је Литванија икада учествовала на Фифином догађају.
- Хокеј на леду је познат у Електренају, који је дуго био једини град са великим, добро опремљеним клизалиштем у Литванији. Двојица играча Националне хокејашке лиге рођени су у овом граду. Репрезентација заузима 23. место од 2021. године на ранг листи Међународне хокејашке федерације.
- Оријентиринг је популаран спорт који комбинује крос-контри трчање са копненим навигацијским вештинама у шуми. Варијације спорта популарног у Литванији укључују бициклистичко и скијашко оријентационо трчање. Оријентационо трчање у Литванији организује Lietuvos Orientavimosi Sporto Federacija.[8]

- Популарно је и алпско скијање, а трке организује алпски скијашки савез. Постоји један скијашки клуб за децу. Клуб прима децу узраста од 4-18 година у три групе: Научите да скијате, Спортска група и ФИС тим. Постоји неколико скијашких центара, посебно литвански центар за зимске спортове у Игналини.[9][10]
- Алтимет фризби такође је стекао популарност у Литванији. Литванска федерација основана је 2004. године у Виљнусу.[11] Тренутно у Литванији постоји преко 13 клубова из различитих градова. Репрезентација се налази на 20. месту, на тренутној светској ранг листи.[12]
- Тенис је постао популаран последњих година, пошто су литвански тимови постали успешни на Дејвис купу и Фед купу. Ричардас Беранкис достигао је АТП ранг 50 у мају 2016. године.
- Пливање је повратило своју популарност након што су се Витаутас Јанушајтис, Дариус Григалионис, Гиедријус Титенис, Данас Рапшис и Рута Мејлутите у међународном такмичењу. Литвански пливачи освојили су четири олимпијске медаље.[13]
- Уметничко клизања такође је популаран у Литванији, захваљујући достигнућима Повиласа Ванагаса и Маргарите Дробјацко (између осталих).
- Скијашко трчање је један од најуспешнијих зимских олимпијских спортова у Литванији. На Зимским олимпијским играма 2010. тим за скијашко трчање био је највећи литвански олимпијски тим. Вида Венцене је освојила златну олимпијску медаљу 1988. године (такмичећи се за Совјетски Савез).

Између осталих спортова, покер је постао званични спорт у Литванији 20. марта 2010. Литванску покер федерацију основао је познати литвански покер играч Антанас Гуога. Литвански бејзбол тим играо је са екипом из калифорнијске мале лиге Сан Клементе 6. априла 2010. Земља је такође члан међународне бенди федерације и планирала је да се први пут такмичи на Светском првенству у бендију 2011, али до 2015. није учествовала у годишњем такмичењу. Литванија такође има много познатих стронгмана (од којих је најуспешнији Жидрунас Савицкас), а модерни петобоји освајали су медаље на Олимпијским играма и Светским првенствима.